# 小行星8100
小行星8100（英語：8100 Nobeyama）是一颗围绕太阳公转的小行星。1993年12月4日，平泽正规、鈴木正平在Nyukasa发现了此天体。
这颗小行星的绝对星等为269.1608329534844等。